# Highwayman 2
Highwayman 2 es el segundo álbum de la banda The Highwaymen constituida por Kris Kristofferson, Johnny Cash, Waylon Jennings y Willie Nelson, el álbum fue lanzado en 1990 bajo el sello disquero Columbia.

## Canciones
1. Silver Stallion – 3:12
(Lee Clayton)
2. Born and Raised in Black and White – 4:01
(Don Cook y John Barlow Jarvis)
3. Two Stories Wide – 2:35
(Nelson)
4. We're All in Your Corner – 3:04
(Troy Seals y Buddy Emmons)
5. American Remains – 4:07
(Rivers Rutherford)
6. Anthem '84 – 2:43
(Kristofferson)
7. Angels Love Bad Men – 3:33
(Jennings y Roger Murrah)
8. Songs That Make a Difference – 2:55
(Cash)
9. Living Legend – 3:59
(Kristofferson)
10. Texas – 2:39
(Nelson)